# 22563 Xinwang
22563 Xinwang è un asteroide della fascia principale. Scoperto nel 1998, presenta un'orbita caratterizzata da un semiasse maggiore pari a 2,2697560 UA e da un'eccentricità di 0,1741295, inclinata di 7,42091° rispetto all'eclittica.